# Pegomya nudiapicalis
Pegomya nudiapicalis är en tvåvingeart som beskrevs av Li och Deng 1988. Pegomya nudiapicalis ingår i släktet Pegomya och familjen blomsterflugor. Inga underarter finns listade i Catalogue of Life.